# Titanato di calcio e rame
Il titanato di calcio e rame (CaCu₃Ti₄O₁₂, abbreviato in CCTO) è un composto con struttura cristallina cubica del tipo perovskite. Questo materiale si distingue per un'elevatissima permittività elettrica anomala (ε ≈ 10⁴-10⁵) e una perdita dielettrica molto bassa (tgδ ≈ 0,03), con caratteristiche che restano pressoché costanti in un ampio intervallo di temperature (100-400 K).

## Metodi di preparazione
La preparazione del CCTO viene effettuata principalmente mediante reazione allo stato solido. Le condizioni di sintesi possono variare significativamente: la temperatura oscilla tra 850 °C e 1000 °C, con tempi di permanenza che vanno da poche ore a diverse decine di ore.
Il metodo della reazione allo stato solido ha il vantaggio di un'elevata probabilità di successo, ma tende a generare difetti interni, rendendo difficile lo studio dell'influenza della struttura interna sulle proprietà del materiale.
Sono stati utilizzati anche metodi come la zona di fusione a solvente mobile e il sol-gel per preparare monocristalli di CCTO, sebbene la loro produzione sia generalmente complessa. I film sottili di CCTO, invece, vengono spesso realizzati tramite deposizione laser pulsata o sputtering magnetronico: la prima tecnica facilita il controllo della composizione, mentre la seconda è più adatta per la produzione su larga scala.

## Alta costante dielettrica
La caratteristica più distintiva del CCTO è la sua altissima costante dielettrica (Dielectric Constant), che a 1 kHz è circa 10⁴,  ovvero centinaia di volte superiore a quella dei materiali dielettrici comuni come l'ossido di alluminio o il titanato di bario. Questa proprietà rende il CCTO particolarmente adatto per condensatori ad alta capacità e filtri ad alta frequenza. Tuttavia, l'origine della sua elevata costante dielettrica non è ancora completamente chiarita.
Oltre alle proprietà dielettriche utili per dispositivi di accumulo di energia, il CCTO si distingue anche come materiale fotocatalitico con buone prestazioni sotto luce visibile.

## Bassa perdita dielettrica
Il CCTO ha un basso fattore di perdita dielettrica, tipicamente <0,05 a temperatura ambiente per frequenze fino a 10 MHz.

## Ampio intervallo di temperature di lavoro
Le proprietà chimiche ed elettriche del CCTO mostrano un’eccellente stabilità alle alte temperature, consentendo il suo funzionamento in ambienti superiori ai 200 °C. Rispetto ai materiali ceramici tradizionali, il CCTO presenta variazioni minime delle prestazioni in un ampio intervallo di temperature. Inoltre, la stabilità termica e il basso coefficiente di espansione termica del CCTO riducono il rischio di perdite o guasti dei dispositivi dovuti a stress termico.

## Applicazioni
Il titanato di calcio e rame trova ampio utilizzo nel campo dell'elettronica, in particolare come materiale per batterie, sensore e catalizzatori. È inoltre oggetto di ricerca per la preparazione di materiali fotocatalitici e dispositivi optoelettronici. La sua struttura e le sue proprietà uniche ne fanno un materiale di grande interesse per queste applicazioni.